# Frafra
De Frafra zijn een etnische subgroep van de Gurensi, vaak zelf ook als Gurensi aangeduid. Ze leven in het noorden van het West-Afrikaanse land Ghana, rondom de stad Bolgatanga. Het volk spreekt de taal Gurtaal Gurune.
De naam is gegeven door de Britten. Toen de Britten voor het eerst Gurenseland betraden werden zij door de lokale bevolking begroet met de woorden "fara fara". Omdat de Britten dit vaak hoorden, zijn zij deze mensen de Frafra gaan noemen en hun taal het Frafra. Omdat deze term door de kolonisator is bedacht, zijn veel Frafra erop gebrand om Gurensi als naam voor hun volk te gebruiken, de oorspronkelijke naam.